# محمد بنجعلي
محمد بنجعلي (بالفارسية: محمد پنجعلی)، من مواليد العاصمة الإيرانية طهران بتاريخ 26 يوليو 1955م، وهو لاعب كرة قدم إيراني سابق ومركزه الدفاع، لعب مع أندية إيرانية مثل برق طهران وفتح طهران وغيره، كما شارك مع منتخب بلاده في نهائيات كأس آسيا 1984م، حيث احتل المنتخب الإيراني المرتبة الثالثة.

## وصلات خارجية
- محمد بنجعلي على موقع قاعدة بيانات كرة القدم.إي يو (الإنجليزية)
- محمد بنجعلي على موقع ناشيونال فوتبول تيمز (الإنجليزية)